# Great Salterns
Great Salterns var en civil parish från 1858 till 1900 då den blev en del av Portsmouth, i distriktet Portsmouth, i grevskapet Hampshire, i England. Civil parish hade 27 invånare år 1891.